# NGC 4086
NGC 4086 is een lensvormig sterrenstelsel in het sterrenbeeld Hoofdhaar. Het hemelobject werd op 2 mei 1864 ontdekt door de Duits-Deense astronoom Heinrich Louis d'Arrest.

## Synoniemen
- UGC 7076
- MCG 4-29-16
- ZWG 128.18
- NPM1G +20.0305
- PGC 38290